# いちごの王さま (キャラクター)
いちごの王さま（いちごのおうさま、英：Strawberry King）は、日本のサンリオによるキャラクター。1975年にキャラクター開発。

## 設定
- 平和で美しい「いちご王国」の国王。
- 誕生日 - 12月7日[4]（「いちごの王さま」としていちご新聞に連載を持っている「辻信太郎」の誕生日にちなむ）。
- 頭部がイチゴであり、葉っぱの部分の上には、王様らしく王冠が乗っている。
- イチゴのステッキを使って空を飛ぶことが出来る[4]。
- 「ハーイ、チャバ！（こんにちは）」、「マーサ（お元気ですか?）」、「ギャバ（ありがとう）」など、いちご王国の特別な言葉（いちご王国語）を交わす[5][4][6]。
- 個性的な7人のエンジェルがいる[4][3]。

### エンジェル
- タフィー（TUFFI[7]）
- トミー（TOMMY）
- ソクラテス（SOCRATES）
- スティンキー（STINKY）
- クライ・ベビー（CRY BABY）
- キャンディー（CANDY）
- ダンディー（DANDY）

## 書籍
- 辻信太郎『いちごの王さまのメッセージ』サンリオ、2007年12月 ISBN 978-4387071419

## CD
- 『サンリオ いちご新聞増刊号 いちごのうた〜たあ坊のがんばる宣言』（1989年4月26日、東芝EMI発売）のアルバムの1曲目「いちごのうた」が収録されている。

（作詞：やまとなおみ、作曲・編曲：立花瞳、歌：おしたりあつこ）
※このCDとミュージックテープ（カセットテープソフト）は2015年現在、廃盤。
「みんなでうたおう！キャラクターソング」（サンリオ、SACV-2030 1992年8月21日）の4曲目にも「いちごのうた」が収録されているが、そのライナーノーツにはボタンノーズが描かれている。

## サンリオキャラクター大賞の順位
2013年サンリオキャラクター大賞43位。2013年サンリオキャラクター大賞の特別企画である「これやります宣言」で、「ぴったり15位で高級イチゴを15名様にプレゼントします!」と宣言していたが、実現とはならなかった。いちご新聞14号（1975年11月1日）以降に何らかの形で毎回必ず載るなど、比較的著名でハローキティ並みに歴史が古く、いちご新聞のシンボル的キャラクターであるが、サンリオキャラクター大賞で10位圏内にランキングされたことがなく低迷を続けている。
また、いちご新聞オリジナル企画で2016年より「サブキャラコンテスト」が開催されている。
第1回（2016年）は「キャンディ」がノミネートされ、36位にランクインされた。
第2回（2017年）は「ソクラテス」がノミネートされ、50位にランクインされた。
第3回（2018年）はノミネートなしであった。
第4回（2019年）は第1回（2016年）〜第3回（2018年）までの上位20キャラクター同士の決戦コンテストで、「いちごの王さま」のサブキャラは何れも20位圏外のため、ノミネートなしであった。
仕切り直しとなる第5回（2020年）は「キャンディ」がノミネートされ、48位にランクインされた。
- 2024年サンリオキャラクター大賞59位。
- 2023年サンリオキャラクター大賞59位。
- 2022年サンリオキャラクター大賞51位。
- 2021年サンリオキャラクター大賞56位（いちご新聞ランキング36位[15]）。
- 2020年サンリオキャラクター大賞60位（いちご新聞ランキング25位[16]）。
- 2019年サンリオキャラクター大賞53位（いちご新聞ランキング22位[17]）。
- 2018年サンリオキャラクター大賞61位（いちご新聞ランキング20位[18]）。
- 2017年サンリオキャラクター大賞50位（いちご新聞ランキング31位[19]）。
- 2016年サンリオキャラクター大賞56位（いちご新聞ランキング40位[20]） ／ なでる投票82位[21]。
- 2015年サンリオキャラクター大賞53位[22]（いちご新聞ランキング42位[23]）
- 2014年サンリオキャラクター大賞20位圏外[24][注釈 1]（いちご新聞ランキング33位[27]）。
- 2013年サンリオキャラクター大賞43位。
- 2012年サンリオキャラクター大賞41位[28]。
- 2011年サンリオキャラクター大賞37位[29]。
- 2010年サンリオキャラクター大賞20位圏外[30]。
- 1987年〜2009年サンリオキャラクター大賞10位圏外[31]。

## 豆知識
- いつも友情や平和のことを考えて、みんなにメッセージを発信している（いちご新聞などで見られる）。
- いちごの王さまは商品展開が比較的少ないキャラクターである[2]。
- 1989年から1991年にかけて上映された映画サンリオアニメフェスティバル（第1〜3回）の冒頭の主題歌（杉並児童合唱団「不思議の森のパジャマパーティ」）のシーンで、キティを初めさまざまなサンリオキャラクターが登場するが、その中にアニメーションする「いちごの王さま」と4〜5人のエンジェルも登場する[注釈 2]。
- サンリオピューロランドに過去にライブキャラクター（着ぐるみ）として出演していた[32]。また、当園で催されるライブショーのMiracle Gift Paradeではピューロビレッジはいちごの王さまが造ったと冒頭で語っている。